# قيادة مشتركة
القيادة المشتركة هي القيادة التي يتم توزيعها على نطاق واسع، كأن يقود أعضاء الفريق والمنظمة كل منهم الآخر. وكثيرًا ما تتم مقارنتها بالقيادة الأفقية، والقيادة الموزعة والقيادة الجماعية بينما تتناقض مع القيادة «الرأسية» أو «الهرمية» التقليدية التي يضطلع غالبًا بها الأفراد وليس المجموعات.

## التعريفات
من الممكن تعريف القيادة المشتركة بطرق مختلفة، إلا أن جميع التعريفات تقدم وصفًا لنفس الظاهرة - أن يقود الفريق أكثر من قائد معين. وفيما يلي أمثلة قليلة من الباحثين في هذا المجال:
- يوكل (1989): «أعضاء الفريق الذين يشتركون في الأنشطة التي تؤثر على الفريق وأعضائه الآخرين.» [2]
- بيرس وسيمز (2001): «القيادة التي تنبع من أعضاء الفريق، وليس من زعيم معين.» [3]
- بيرس وكونجر (2002): «عملية تأثير تفاعلي وديناميكي بين الأفراد والجماعات يكون الهدف منها أن يقود أحدهما الآخر لتحقيق أهداف المجموعة أو الأهداف التنظيمية أو كلاهما.» كما أضافوا أيضًا أن «عملية التأثير هذه غالبًا ما تتضمن تأثير الأقران أو التأثير الجانبي، وفي أوقات أخرى تتضمن التأثير الهرمي التصاعدي والتنازلي» [4]
- كارسون، وتسلوك، ومارون (2007): «إحدى خصائص الفريق التي تنشأ عن توزيع نفوذ القيادة بين أعضاء الفريق.» [5]
- بيرجمان، ورنتش، وسمول، ودافنبورت، وبيرجمان (2012): «تحدث القيادة المشتركة عندما يضطلع عضوان أو أكثر في قيادة الفريق في محاولة للتأثير على الزملاء وتوجيههم بهدف زيادة فعالية الفريق.» [6]

كما تعرف القيادة المشتركة أيضًا «بالظهور المتتابع» لعدد من القادة على مدار حياة الفريق، والتي تنبع من التفاعل بين أعضائه بحيث يحاول عضو واحد على الأقل التأثير على باقي الأعضاء أو على الفريق بوجه عام. فعلى الرغم من تباين التعريفات تباينًا واضحًا، فإنها تفرق جميعًا بين القيادة المشتركة والمفاهيم الأكثر تقليدية للقيادة الهرمية. وفي تلخيص لبيرس، مانز وسيمز (2009)، ذكروا أن جميع تعريفات القيادة المشتركة تتضمن دائمًا «عملية التأثير» التي «تعتمد على أكثر من مجرد التأثير لأسفل على المرؤوسين أو الأتباع لزعيم معين أو منتخب.» وتستلزم جميع مفاهيم القيادة المشتركة تقريبًا ممارسة «تقاسم السلطة والنفوذ على نطاق واسع بين مجموعة من الأفراد وليس تركيزها في يد فرد واحد يقوم بدور واضح وهو الرئيس المهيمن.»

## الخلفية التاريخية
على الرغم من أن هذه الظاهرة جديدة نسبيًا في الدراسات العلمية، فمن الممكن إرجاع مفهوم القيادة المشتركة في الواقع إلى عدة قرون. وفي بحث علمي عام 2002، أشار ديفيد سالي أن القيادة المشتركة كانت حاضرة حتى في الأيام الأولى من الإمبراطورية الرومانية. وفي الواقع، وخلال تلك العصور القديمة، كان لدى روما «نظام ناجح للقيادة المشتركة استمر لأكثر من أربعة قرون. وقد كانت هذه البنية من القيادة المشتركة فعالة للغاية بحيث امتدت من أدنى مستويات القضاء الروماني إلى أعلى المناصب وهو القنصل.» (سالي، 2002) وعلى الرغم من شيوع هذه الممارسات في حقبة مبكرة من التاريخ، فإن معظم الأعمال العلمية حول القيادة ما زالت تركز في الغالب على دراسة القيادة في شكلها الهرمي. أي تصور القيادة بتمركزها حول فرد واحد - الزعيم - وكيف يلهم هذا الشخص أتباعه، ويشجعهم، ويأمرهم، ويداهنهم، ويسيطر عليهم.
هناك بعض التصورات المبكرة حول القيادة المشتركة. كتبت ماري باركر فوليت عام 1924، أنه «لا ينبغي على المرء التطلع إلى الزعيم المعين، ولكن عليه أن يدع منطقه يرشده إلى من عليه النظر بحثًا عن الهداية» (استشهد بها كرينر، 2002، ص. 72). وعلى نفس المنوال، كتب جيب عام 1954، أن «القيادة على الأرجح من الأفضل تصورها على أنها صفة للمجموعة، كمجموعة من المهام التي يجب أن يقوم بها الفريق.» على الرغم من هذه الإشارات المبكرة إلى القيادة الجماعية، فإن البنية الشكلية للقيادة المشتركة لم تصبح أكثر تطورا ولم يتم استكشافها تجريبيًا حتى وقت قريب.
ومن الممكن تفسير هذا التحول في النموذج الفكري العلمي بالنظر إلى زيادة الدراسات حول العمل الجماعي لـفريق العمل. ازدادت أهمية العمل الجماعي في الدراسات العلمية حول مكان العمل نظرًا لاعتراف العديد من المنظمات بالفوائد التي يمكن أن يجلبها العمل الجماعي. وهكذا، فإنه يحظى بأهمية خاصة في المنظمات للتحقق من فعالية الفريق والعناصر التي تزيد منها. وأشير إلى القادة بوصفهم عوامل مهمة في أداء الفريق وفعاليته؛ بل إن البعض يبالغ في الأمر ليقول أنه العنصر الأكثر أهمية لفعالية الفريق. بالإضافة إلى ذلك، كثيرًا ما يتم الاستشهاد بالمشكلات المرتبطة بقادة الفريق بوصفها السبب الرئيسي لفشل العمل الذي يتضمن وجود الفرق.
ومع تعقيد وغموض المهام التي غالبًا ما تواجهها الفرق، أصبح من الواضح أن القائد المنفرد من المحتمل ألا يتمتع بجميع المهارات والسمات اللازمة لأداء مهام وظيفته القيادية الضرورية بفعالية. ولذلك ازدادت شعبية القيادة المشتركة في الفرق، حيث يظهر أعضاء الفريق كقادة، وخاصة عندما يكون لديهم المهارات/المعرفة/الخبرة الفنية التي يحتاجها الفريق.

## قياس القيادة المشتركة
هناك طريقتان رئيسيتان يقيس بهما معظم الباحثين وجود ومدى القيادة المشتركة في فريق: تقييم السلوك القيادي الجماعي للفريق وتحليل الشبكات الاجتماعية. ومن التقنيات الأقل شيوعًا لقياس القيادة المشتركة هي استخدام مقاييس التدرج البياني السلوكي.

### تقييم السلوك القيادي الجماعي للفريق
تقيس العديد من الدراسات القيادة المشتركة بوصفها تصورات عضو الفريق حول سلوك القائد كما يقوم به قادة الفريق وأعضاؤه المعنيون. غالبا ما يتم ذلك عن طريق توزيع استبيانات سلوك القائد (تهدف المسوح إلى قياس وجود ومدى تكرار سلوكيات القائد المختلفة) لجميع أعضاء الفريق. ويطلب من أعضاء الفريق ملأها مرة للقائد المعين ومرة أخرى لباقي أعضاء الفريق. وعلى الرغم من أنها تسمح بتقييم مقدار القيادة، فإنها لا تحدد عدد أعضاء الفريق المشتركين في سلوكيات القيادة، أو عدد أعضاء الفريق الذين ينظرون إلى نفس الأشخاص كقادة.

### تحليل الشبكات الاجتماعية
يعالج تحليل الشبكات الاجتماعية (SNA) بعض عيوب تصنيفات سلوك القيادة الجماعية عن طريق تقييم أنماط الاتصالات التي تنشأ في فريق وتوفر طريقة لنمذجة القيادة الرأسية والمشتركة مع فريق. ويدرس تحليل الشبكات الاجتماعية العلاقات التي تتشكل بين الأفراد وتستخدم هذه العلاقات كوحدات للتحليل. في مجال القيادة، تحدث العلاقة أو «الصلة» كما يشار إليها في دراسات تحليل الشبكات الاجتماعي عندما يرى أحد أعضاء الفريق غيره يمارس عليه نفوذ القيادة في الفريق. يطلق على نسبة الصلات الفعلية التي توجد في فريق إلى جميع الصلات المحتملة التي يمكن أن تظهر في فريق اسم كثافة الشبكة، ويمكن استخدامها كمقياس للقيادة المشتركة.
وقد ذهب بعض الباحثين أبعد من ذلك في تحليل الشبكات الاجتماعية ليقوموا بتحليل مركزية الشبكات التي تساعد في تقييم توزيع القيادة، فضلاً عن الكمية. ويتم قياس مركزية الشبكة باستخدام قيم المركزية التي يتم حسابها لكل فرد. تمثل قيمة المركزية للفرد عدد الاتصالات التي تجمع بين الفرد والآخرين. وينتج عن مجموع الاختلافات بين القيمة القصوى لمركزية الفرد وكل قيمة مركزية أخرى له مقسومة على الحد الأقصى لمجموع الاختلافات المحتملة مقياس مركزية الشبكة بين 0 و1، والذي يصف مدى تمركز الاتصالات حول فرد واحد، أو إذا ما كان عدد من الأفراد ذوي دور أساسي في شبكة القيادة.
ومن الممكن أن تخضع شبكة القيادة المشتركة لمزيد من التقسيم إلى التنسيق الموزع أو التقسيم الموزع بتحليل الشبكات الاجتماعية. ويعتمد هذا التمييز على ما إذا كان القادة الرسميون والناشئون في شبكة يتعرفون على بعضهم البعض كقادة كما أنهم قادرون على التنسيق فيما بينهم والقيادة بكفاءة.

### طريقة التدرج البياني السلوكي (BARS)
سعت بعض الدراسات لقياس القيادة المشتركة عن طريق ملاحظات سلوكيات القيادة الفعلية. يشيع استخدام طريقة التدرج البياني السلوكي لتقييم الأداء وتصنيفه، ومن الممكن تطويره لتقييم سلوكيات القيادة المختلفة. وضع بيرجمان وآخرون (2012)، على سبيل المثال، هذا المقياس، كما كان لديهم قائمون على التقييم مدربون يشاهدون شرائط فيديو لتفاعلات الفريق وصنفوا سلوك أعضاء الفريق في سياق أبعاد مقاييس التدرج البياني السلوكي. ثم جعلوا القيادة المشتركة قابلة للقياس كعدد الأعضاء الذين يسلكون سلوكيات القيادة، ونسبة سلوكيات القيادة التي يقوم بها الفريق (تحسب بجمع تقييمات القيادة لكل عضو في الفريق على مستوى الفريق).
تتميز كل طريقة قياس بمزايا وعيوب. وعلى الرغم من أنها جميعًا تسعى لقياس نفس الظاهرة واستخدمت جميعها في الدراسات المنشورة، فمن الممكن أن يؤثر أي تدبير معين يستخدمه الباحث على النتائج.

## المقدمات: الشروط الداخلية والخارجية
وجد مجموعة من العلماء الذين درسوا القيادة المشتركة أنه من أجل ظهور الديناميكية ظهورًا صحيحًا، يجب تحقيق شرطين مسبقين. أولاً، يجب على أعضاء الفريق أن يكونوا على استعداد فعلي لتقديم ملاحظاتهم إلى الفريق بطريقة تهدف إلى التأثير على اتجاه المجموعة وتحفيزهم. ثانيًا، يجب أن يكون الفريق بوجه عام مستعدًا لقبول مثل هذه الآراء من أعضاء الفريق الآخرين والاعتماد عليها. وسع كارسون وآخرون (2007) هذين الطلبين بوصفهما في إطار عمل أكبر من جزأين يتضمن الدرجة التي تتواجد بها بيئة الفريق الداخلية القوية والدرجة التي يحدث بها تدريب الفريق الخارجي الإيجابي.

### بيئة الفريق الداخلية
اقترح كارسون وآخرون (2007) أولاً أن القيادة المشتركة تصبح سهلة بالبيئة الإجمالية للفريق التي تتكون من ثلاثة أبعاد: الغاية المشتركة، والدعم الاجتماعي، والتعبير. كما اشتقت المفاهيم الثلاثة من مجموعة واسعة من الدراسات:
- الغاية المشتركة يسود عندما يكون لدى أعضاء الفريق تفاهمات مماثلة حول الأهداف الرئيسية للفريق واتخاذ خطوات لضمان التركيز على الأهداف الجماعية.
- الدعم الاجتماعي هو مدى ما يقدمه أعضاء الفريق من دعم عاطفي ونفسي لكل منهم الآخر. وقد يحدث هذا من خلال التشجيع العلني أو تقدير مساهمات أعضاء الفريق الآخرين وإنجازاتهم.
- التعبير هو الدرجة التي يسهم بها أعضاء الفريق في كيفية تحقيق الفريق لأهدافه.[7]

وتتميز الأبعاد الثلاثة بأنها مترابطة للغاية ويعزز بعضها البعض، وبالتالي «تمثل بنية عالية التنظيم.» لخص كارسون وآخرون ترابط هذه المفاهيم الثلاثة في سرد مقتضب:
عندما يكون أعضاء الفريق قادرين على التحدث والانخراط (التعبير)، فإن الاحتمال بأن يمارس العديد منهم أدوار القيادة يزداد زيادة كبيرة. تسهل فرصة التعبير من القيادة المشتركة عن طريق تعزيز كل من الحس السليم للاتجاه والدعم الممكن للعلاقات الشخصية الإيجابية في الفريق. عندما تركز الفرق على الأهداف الجماعية (الغاية المشتركة)، يبرز شعور أكبر بالمعنى والتحفيز المتزايد لأعضاء الفريق للتحدث بعلانية واستثمار أنفسهم في تقديم القيادة للفريق والاستجابة لممارسات القيادة من الآخرين. ومن الممكن كذلك تعزيز التحفيز على المشاركة والمساهمة في تحقيق الأهداف والغايات المشتركة عن طريق مناخ مشجع وداعم. وعندما يشعر أعضاء الفريق بالتقدير والدعم من داخل الفريق (الدعم الاجتماعي) فإنهم يصبحون أكثر استعدادًا لتقاسم المسؤولية، والتعاون، والالتزام بأهداف الفريق الجماعية. وبالتالي، فإن هذه الأبعاد الثلاثة تعمل معًا لخلق بيئة داخلية للفريق تتميز بفهم مشترك حول الغاية والأهداف، والشعور بالتقدير والأهمية، وظهور مستويات عالية من المشاركة، والتحدي، والتعاون.

### التدريب الخارجي للفريق
قدم العلماء أيضًا وصفًا للدور الهام الذي قد يقوم به قادة الفريق والدعم الخارجي في تطوير القيادة المشتركة. عند تأطير هذه الديناميكية أو هذه المقدمات، أكد العلماء على أهمية سلوكيات التدريب الخارجي. عرف أحد العلماء سلوكيات التدريب هذه بأنها: «التفاعل المباشر مع الفريق بهدف مساعدة أعضاء الفريق على الاستفادة المنسقة والملائمة للمهمة من الموارد المشتركة لإنجاز مهمة الفريق.»  حدد الباحثون نوعين من تدريب الفريق، مفرقين بين ذلك الذي يعزز القيادة المشتركة (التدريب الداعم) والذي يركز على تحديد مشكلات الفريق عن طريق تدخلات المهام (النهج الوظيفي). من خلال التدريب الداعم، يمكن لمديري الفريق الخارجي تعزيز تطوير القيادة المشتركة بمجموعة متنوعة من الطرق. من خلال التشجيع الفعال والتعزيز الإيجابي من أعضاء الفريق الذين يظهرون مهارات قيادية، من الممكن أن يعزز التدريب من الاستقلال والشعور بالكفاءة الذاتية بين أعضاء الفريق. ومن الممكن أن يعزز التدريب من الالتزام الجماعي تجاه الفريق وأهدافه، وعد مشترك يمكنه تقليل عدم الالتزام وزيادة احتمالية أن يقوم الأفراد بمبادرات شخصية.
ثانيًا، تعتمد الطريقة التي يمكن أن يشجع عن طريقها التدريب الخارجي القيادة المشتركة بإيجابية على النهج الوظيفي. وفي هذا النهج، يتمثل دور قائد الفريق الخارجي في القيام بما لم يتمكن الفريق نفسه من القيام به، «للتدخل نيابة عن المهمة غير المكتملة.» وقد يكون هذا التدريب الوظيفي زائدًا عن الحاجة إذا كانت البيئة الداخلية للفريق داعمة للغاية فتكون بالتالي أقل أهمية للتطوير الإجمالي للقيادة المشتركة. ومع ذلك، عندما تكون التدخلات ضرورية، أي عندما تفتقر الفرق لغاية مشتركة قوية، يؤكد النهج الوظيفي على أن هذا النوع من التأثير الخارجي قد يحظى بأهمية خاصة. في هذا السياق، من الممكن فهم النهج الوظيفي على أنه تقديم «الوظائف التحفيزية والاستشارية التي تتيح القيادة المشتركة ولكنها لم تشهد تطورًا داخليًا كافيًا على يد الفريق.» 

## التأثيرات
على الرغم من النقاش الدائر حول وجود وأهمية القيادة المشتركة، أظهرت العديد من الدراسات أن القيادة المشتركة مؤشرًا هامًا لعمليات الفريق المختلفة.

### فعالية/أداء الفريق
من النتائج التي عادة ما تسفر عنها القيادة المشتركة هي فعالية الفريق أو أداء الفريق، والتي يمكن قياسها إما بالتقرير الذاتي لأعضاء الفريق أو التصنيفات الخارجية مثل المراقب أو تقييمات العميل. وفي بعض الأحيان يتم قياس الأداء بموضوعية أكبر عن طريق استخدام مقياس مشهور موافق عليه أو مشروع لتقييم تنفيذ المهمة. وجدت العديد من الدراسات علاقة إيجابية بين القيادة المشتركة وفعالية وأداء الفريق. وبالمثل، كشفت الدراسات الأخرى إلى أي مدى يمكن للقيادة المشتركة التنبؤ بفعالية فريق أو أدائه، كما وجدت أنها قد تكون مؤشرًا كبيرًا، وغالبًا مؤشرًا أفضل على القيادة الرأسية.
وكما ناقشنا في فقرة القياس من هذه المقالة، من الممكن أن تؤثر التقنية المستخدمة لقياس القيادة المشتركة على النتائج التي تم العثور عليها. فعلى سبيل المثال، قارن مهرا وآخرون (2006) أولاً بين الفرق التي تتميز ببنية قيادة موزعة (مشتركة) والفرق ذات بنى القيادة التقليدية (الرأسية). وعلى عكس الدراسات الأخرى، لم يجدوا أن الفرق التي تحظى بقيادة مشتركة قد فاقت في أدائها الفرق التقليدية. ومع ذلك، فعندما قسموا الفرق الموزعة إلى فرق تنسيق موزعة وتقسيم موزع (انظر فقرة القياسات)، وجدوا أن بنى فرق التنسيق الموزع كان أداؤها أعلى مقارنة بالفرق المرتكزة حول القائد وشبكات القيادة المقسمة الموزعة. وبالتالي، فإنهم ذكروا أن وجود المزيد من القادة ليس العامل الأهم في أداء الفرق؛ بل على القائد تقدير القادة الآخرين حتى يقدموا إسهاماتهم بإيجابية لفعالية الفريق.

### عدد وأنواع القيادة
كما هو متوقع، أظهرت القيادة المشتركة زيادة في أنواع القيادة (مثل، قيادة تحولية؛ وقيادة تبادلية؛ وبنية تنظيم العمل والتقدير.) تمكن القيادة المشتركة أعضاء الفريق من التعبير عن قدراتهم المختلفة، وبالتالي تسمح لسلوكيات القيادة المختلفة بالظهور في فريق واحد. وجد بيرجمان وآخرون (2012) أن الفرق، في الواقع، قد شهدت أنواعًا أكثر من سلوكيات القيادة عندما شارك عدة أعضاء من الفريق في قيادة الفريق. بالإضافة إلى ذلك، فقد وجدوا أن كل قائد لا يشارك بفعالية سوى بنوع واحد فقط من أنواع القيادة، وهو ما أدى إلى الاعتقاد أن القيادة المشتركة تسمح لمزيد من سلوكيات القيادة بالظهور مقارنة بالقيادة الرأسية.

## النتائج وإرشادات إضافية للأبحاث
أشار العلماء إلى 4 مجالات رئيسية في القيادة المشتركة بحاجة إلى إجراء مزيد من الأبحاث:
1. الأحداث التي تدفع إلى القيادة المشتركة،
2. عوامل التسهيل،
3. مناهج التأثير الأكثر ملاءمة، و
4. مراحل ودورات الحياة في بيئة القيادة المشتركة (كارسون وآخرون، 2007؛. بيرس وكونجر، 2002).

بالإضافة إلى ذلك، من الضروري إجراء المزيد من الدراسات حول نتائج القيادة المشتركة. تشير الزيادة الأخيرة في المنح الدراسية في هذا المجال إلى أن العلماء يفهمون أكثر فأكثر أهمية القيادة المشتركة كما أن المنظمات في هذا المجال أيضًا تستفيد بشكل متزايد من العديد من الفوائد التي قد تنتج عن نهج القيادة المشتركة.

## كتابات أخرى
1. Bass, B. M., & Bass, R. (2008). The Bass Handbook of Leadership: Theory, Research and Managerial Applications. London: Free Press. ISBN 978-0-7432-1552-7
2. Bergman, J. Z., Rentsch, J. R., Small, E. E., Davenport, S.W., & Bergman, S. M. (2012). The shared leadership process in decision-making teams, The Journal of Social Psychology, 152, 1, 17-42. PMID 22308759
3. Bolden, R. (2011). Distributed leadership in organizations: A review of theory and research. International Journal of Management Review, 13, 3, 251-269.
4. Carson, J. B, Tesluk, P. E., & Marrone, J. A. (2007). Shared leadership in teams: An investigation of antecedent conditions and performance. Academy of Management Journal, 50, 5, 1217-1234.
5. Crainer, S. (2000). The Management Century. New York: Jossey-Bass. ISBN 978-0-7879-5224-2
6. Gibb, C. A., Gilbert, D. T., & Lindzey, G. (1954). Leadership. New York: John Wiley & Sons ASIN B001JKIIF4
7. Gupta, V. K., Huang, R., & Niranjan, S. (2010). A longitudinal examination of the relationship between team leadership and performance. Journal of Leadership & Organizational Studies, 17, 4, 335-350.
8. Katz, D., & Kahn, R. L. (1978). The Social Psychology of Organizations, 2nd Ed. London: Wiley ISBN 978-0-471-02355-5
9. Kirkman, B. L., & Benson, R. (1999). Beyond self-management: Antecedents and consequences of team empowerment. The Academy of Management Journal, 42, 1, 58-74.
10. McShane, S., & Von Glinow, M. (2009). Organizational Behavior, 5th Ed. London: McGraw-Hill/Irwin ISBN 978-0-07-338123-7
11. Nielsen, J. S. (2004). The myth of leadership: Creating leaderless organizations. New York: Davies-Black Publishing
12. Northouse, P. G. (2009). Leadership: Theory and practice, 5th Ed. London: Sage Publications ISBN 978-1-4129-7488-2
13. Pearce, C.L., & Sims, H.P. (2001) Shared leadership: toward a multi-level theory of leadership. Advances in Interdisciplinary Studies of Work Teams, 7, 115–139.
14. Small, E.E., & Rentsch, J.R. (2010) Shared Leadership in Teams: A Matter of Distribution. Journal of Personnel Psychology 9, 4, 203–211.
15. Sivasubramaniam, N., Murray, W. D., Avolio, B. J., & Jung, D. I. (2002). A longitudinal model of the effects of team leadership and group potency on group performance. Group & Organization Management, 2, 1, 66-96.
16. Yukl, G.A. (2002) Leadership in Organizations. New York: Prentice Hall ISBN 978-0-13-242431-8